# Corregimiento Panamy
Corregimiento (l.mn. corregimientos) – najmniejsza jednostka administracyjna Panamy, będąca częścią dystryktu (z wyjątkiem comarek Kuna Yala i Guna de Madugandí, które podzielone są bezpośrednio na corregimientos, z pominięciem dystryktów). W połowie 2019 roku w Panamie było 679 corregimientos. Dość często tworzone są nowe, np. między 2014 a 2019 rokiem powstało 31 nowych corregimiento.

## Ustawodawstwo
Wymagania co do tworzenia nowych corregimiento reguluje ustawa 65 z 2015 roku. Według nich:
- W obszarach zurbanizowanych corregimiento powinno mieć co najmniej 3000 mieszkańców, spośród których co najmniej 500 powinno mieszkać w stolicy[3].
- Na obszarach wiejskich corregimiento nie powinno mieć mniej niż 1000 mieszkańców, z których 200 mieszka w stolicy[3].

Po wyborach w 2019 roku do lutego 2020 pojawiły się propozycje utworzenia 46 dodatkowych corregimiento.

## Liczba corregimiento według prowincji i comarek
| Nazwa             | Typ jednostki | Liczba corregimiento |
| ----------------- | ------------- | -------------------- |
| Bocas del Toro    | Prowincja     | 30                   |
| Coclé             | Prowincja     | 47                   |
| Colón             | Prowincja     | 43                   |
| Chiriquí          | Prowincja     | 103                  |
| Darién            | Prowincja     | 25                   |
| Herrera           | Prowincja     | 49                   |
| Los Santos        | Prowincja     | 81                   |
| Panama            | Prowincja     | 56                   |
| Panama Zachodnia  | Prowincja     | 59                   |
| Veraguas          | Prowincja     | 105                  |
| Ngöbe-Buglé       | Comarca       | 70                   |
| Emberá-Wounaan    | Comarca       | 5                    |
| Kuna Yala         | Comarca       | 4                    |
| Guna de Madugandí | Comarca       | 1                    |